# Ihor Prasolov
Ihor Mykolajovyč Prasolov (ukrajinsky Ігор Миколайович Прасолов; * 4. února 1962, Murmanská oblast) je ukrajinský ekonom a politik. V letech 2012–2014 zastával post ministra hospodářského rozvoje a obchodu Ukrajiny ve vládě Mykoly Azarova. Předtím byl v letech 2006–2012 poslancem Parlamentu Ukrajiny za Stranu regionů.